# Internet Encyclopedia of Philosophy
Die Internet Encyclopedia of Philosophy (IEP, deutsch etwa „Internet-Enzyklopädie der Philosophie“, ISSN 	2161-0002) ist ein englischsprachiges, frei zugängliches Online-Nachschlagewerk zu Begriffen, Themen und Theoretikern der systematischen Philosophie und Philosophiegeschichte. Sie wurde 1995 von James Fieser, Philosophie-Professor an der University of Tennessee at Martin (UTM), gegründet; der Webauftritt der IEP wird von der UTM gehostet. Die allgemeinen Herausgeber sind James Fieser und Bradley Dowden von der California State University, Sacramento. Ihnen stehen etwa 30 thematisch spezialisierte Mitherausgeber (Area editors) zur Seite, die ebenfalls überwiegend in den USA tätig sind. Zielgruppe des Projekts sind Leser mit akademischem Hintergrund und philosophischer Grundbildung, die aber keine Fachleute in den von den jeweiligen Artikeln behandelten Gebieten sind.

## Herkunft der Artikel
Nach Angaben der Herausgeber basiert die IEP auf der Arbeit von freiwilligen Autoren.  Die Herausgeber rufen Hochschullehrer der Philosophie zum Einsenden von Artikeln auf; diese sollen im Regelfall 6000 bis 15.000 Wörter lang sein. Die an IEP gesendeten Beiträge durchlaufen einen zweistufigen Peer-Review-Prozess. Zu Beginn des Projekts wurden für einige Artikel auch freie Texte aus dem Internet durch die Herausgeber zusammengestellt.
Der Peer-Review-Prozess entspricht nach Angaben der IEP dem von gedruckten Fachzeitschriften: Eingesendete Artikel werden zunächst durch einen der wissenschaftlichen Herausgeber und bei Billigung durch diesen anschließend anonym durch einen externen Experten begutachtet (blinder Peer-Review).
Publikationsdaten der Artikel werden nicht angegeben. Die Artikel werden nach wie vor erweitert, aktualisiert und z. T. auch ersetzt.

## Non-Profit-Projekt, Lizenzbestimmungen
Zu den Geschäftsprinzipien der IEP gehört der Verzicht auf das Erzielen finanziellen Gewinns. Artikel werden nicht gegen Bezahlung anderweitig publiziert, und das Projekt ist vollkommen werbefrei. Profitorientierte Einrichtungen sind von der Teilnahme an der Finanzierung des Projekts ausgeschlossen. Personen, die an der IEP mitarbeiten, werden dafür nicht bezahlt.
Das Verwertungsrecht der Artikel verbleibt bei der IEP und den Autoren. Eine Weiterverwendung der Inhalte durch Dritte, die über diejenige hinausgeht, die nach US-Recht als Fair Use gilt, ist ohne ausdrückliche Zustimmung der Rechteinhaber nicht gestattet. Insofern sind die Artikel der IEP keine freien Inhalte.

## Rezeption
In einer Rezension aus dem Jahr 1999, vier Jahre nach dem Start des Projekts, monierte Hans Oberdiek vom Swarthmore College, dass die IEP noch „sehr stark im Aufbau“ begriffen sei und die meisten Einträge bis dahin von Herausgeber Fieser selbst aus verschiedenen Internetquellen zusammengestellt worden seien. Allerdings seien „einige Einträge exzellent“. Oberdiek urteilte, dass das Niveau der meisten Artikel den Bedürfnissen von Studienanfängern in Philosophie entspreche, doch gebe es einige Artikel über Themen aus dem 20. Jahrhundert, die bereits deutlich weiter entwickelt seien.
Helen Laurence und William Miller, Bibliothekare an der Florida Atlantic University, beurteilten 2000 die IEP als eine für den Unterrichtseinsatz wertvolle Ressource ohne Parallelen, die aber nicht dieselbe wissenschaftliche Autorität wie die ebenfalls online frei zugängliche Stanford Encyclopedia of Philosophy habe.
Der Religionsphilosoph Jonathan Kvanvig von der Baylor University listete 2011 in seiner Themenbibliographie die IEP gemeinsam mit der Stanford Encyclopedia of Philosophy und der Routledge Encyclopedia of Philosophy als „hochwertige Enzyklopädien der Philosophie“.
2016 nahm das ETS Best Free Reference Websites Committee der American Library Association die IEP in seine Liste der 22 besten kostenlosen Nachschlagewerke im World Wide Web auf.